# 2022년 센트럴 리그 클라이맥스 시리즈
2022년 센트럴 리그 클라이맥스 시리즈(일본어: 2022年のセントラル・リーグクライマックスシリーズ, 영어: 2022 Central League Climax Series)는 2022년 10월에 개최된 일본 프로 야구 센트럴 리그의 클라이맥스 시리즈 경기이다. 이 시리즈에서는 JERA가 메인 스폰서를 맡게 되면서 ‘2022 JERA 클라이맥스 시리즈 센트럴’(2022 JERA クライマックスシリーズ セ)이라는 이름으로 개최됐다.

## 개요
이 대회는 SMBC 일본 시리즈 2022 출전권을 내건 플레이오프 토너먼트이다.

### 퍼스트 스테이지
정규 시즌 2위 팀인 요코하마 DeNA 베이스타스와 3위 팀인 한신 타이거스와의 3전 2선승제로 치렀고, 승리팀인 한신은 파이널 스테이지에 진출했다. 이 맞대결은 2019년 퍼스트 스테이지 이후 3년 만에 세 번째이며 요코하마 스타디움에서의 개최는 마찬가지로 2019년 퍼스트 스테이지 이후 3년 만이자 두 번째다.
- 일시 : 10월 8일부터 10월 10일
- 구장 : 요코하마 스타디움

### 파이널 스테이지
정규 시즌 시즌 1위 팀인 도쿄 야쿠르트 스왈로스(어드밴티지 1승이 미리 주어진다)와 퍼스트 스테이지 승리팀인 한신 타이거스와 6전 4선승제로 치렀고, 승리팀인 야쿠르트는 SMBC 일본 시리즈 2022의 출전권을 얻었다.
한신과 야쿠르트의 맞대결은 처음이며 메이지 진구 야구장에서의 개최는 2년 연속 5번째이다. 해당 구장의 클라이맥스 시리즈에서 대전 상대가 처음으로 요미우리 자이언츠 이외의 팀이 된다.
- 일시 : 10월 12일부터 10월 14일
- 구장 : 메이지 진구 야구장

## 클라이맥스 시리즈 참가 팀 및 감독
| 팀 순위       | 소속                     | 감독            | 정규시즌 성적 |
| ------------- | ------------------------ | --------------- | ------------- |
| 정규 리그 1위 | 도쿄 야쿠르트 스왈로스   | 다카쓰 신고     | 80승 4무 59패 |
| 정규 리그 2위 | 요코하마 DeNA 베이스타스 | 미우라 다이스케 | 73승 2무 68패 |
| 정규 리그 3위 | 한신 타이거스            | 야노 아키히로   | 68승 4무 71패 |

### 대진표
|  | 퍼스트 스테이지(준결승) | 퍼스트 스테이지(준결승) |                                  |      | 파이널 스테이지(결승) | 파이널 스테이지(결승) |
|  |                         |                         |                                  |      |                       |                       |
|  |                         |                         |                                  |      |                       |                       |
|  |                         |                         |                                  |      |                       |                       |
|  |                         |                         |                                  |      |                       |                       |
|  |                         |                         | (6전 4선승제) 메이지 진구 야구장 |      |                       |                       |
|  |                         |                         |                                  |      |                       |                       |
|  | 야쿠르트(CL 우승)       | ☆◯◯◯                    |                                  |      |                       |                       |
|  | 야쿠르트(CL 우승)       | ☆◯◯◯                    | (3전 2선승제) 요코하마 스타디움  |      |                       |                       |
|  |                         |                         | 한신                             | ★●●● |                       |                       |
|  | DeNA(CL 2위)            | ●◯●                     | 한신                             | ★●●● |                       |                       |
|  | DeNA(CL 2위)            | ●◯●                     |                                  |      |                       |                       |
|  | 한신(CL 3위)            | ◯●◯                     |                                  |      |                       |                       |
|  | 한신(CL 3위)            | ◯●◯                     |                                  |      |                       |                       |
|  |                         |                         |                                  |      |                       |                       |
|  |                         |                         |                                  |      |                       |                       |
|  |                         |                         |                                  |      |                       |                       |
|  |                         |                         |                                  |      |                       |                       |

- ☆·★ = 파이널 스테이지 어드밴티지 부여에 따라 우선 승패를 나눠 가져감.

## 경기 일정

### 퍼스트 스테이지
- 1차전 : 10월 8일
- 2차전 : 10월 9일
- 3차전 : 10월 10일

### 파이널 스테이지
- 1차전 : 10월 12일
- 2차전 : 10월 13일
- 3차전 : 10월 14일

## 경기 결과

### 퍼스트 스테이지

#### 경기 기록
| 일시                  | 경기  | 원정팀(선공)  | 스코어 | 홈팀(후공)               | 개최 구장         |
| --------------------- | ----- | ------------- | ------ | ------------------------ | ----------------- |
| 10월 8일(토)          | 1차전 | 한신 타이거스 | 2 - 0  | 요코하마 DeNA 베이스타스 | 요코하마 스타디움 |
| 10월 9일(일)          | 2차전 | 한신 타이거스 | 0 - 1  | 요코하마 DeNA 베이스타스 | 요코하마 스타디움 |
| 10월 10일(월)         | 3차전 | 한신 타이거스 | 3 - 2  | 요코하마 DeNA 베이스타스 | 요코하마 스타디움 |
| 승리팀: 한신 타이거스 |       |               |        |                          |                   |

#### 1차전
- 10월 8일 - 요코하마 스타디움

| 팀                                                                                    | 1 | 2 | 3 | 4 | 5 | 6 | 7 | 8 | 9 | R | H | E |
| 한신                                                                                  | 0 | 0 | 0 | 0 | 2 | 0 | 0 | 0 | 0 | 2 | 9 | 1 |
| DeNA                                                                                  | 0 | 0 | 0 | 0 | 0 | 0 | 0 | 0 | 0 | 0 | 6 | 0 |
| 승리 투수: 아오야기 고요(1-0) 패전 투수: 이마나가 쇼타(0-1) 세이브: 유아사 아쓰키(1S) |   |   |   |   |   |   |   |   |   |   |   |   |

#### 2차전
- 10월 9일 - 요코하마 스타디움

| 팀                                                                                      | 1 | 2 | 3 | 4 | 5 | 6 | 7 | 8 | 9 | R | H | E |
| 한신                                                                                    | 0 | 0 | 0 | 0 | 0 | 0 | 0 | 0 | 0 | 0 | 2 | 0 |
| DeNA                                                                                    | 0 | 0 | 0 | 0 | 1 | 0 | 0 | 0 | X | 1 | 5 | 0 |
| 승리 투수: 오누키 신이치(1-0) 패전 투수: 이토 마사시(0-1) 세이브: 야마사키 야스아키(1S) |   |   |   |   |   |   |   |   |   |   |   |   |

#### 3차전
- 10월 10일 - 요코하마 스타디움

| 팀 | 1 | 2 | 3 | 4 | 5 | 6 | 7 | 8 | 9 | R | H | E |
| 한신 | 0 | 0 | 0 | 1 | 0 | 2 | 0 | 0 | 0 | 3 | 6 | 2 |
| DeNA | 0 | 1 | 1 | 0 | 0 | 0 | 0 | 0 | 0 | 2 | 5 | 0 |
| 승리 투수: 이와사다 유타(1-0) 패전 투수: 하마구치 하루히로(0-1) 세이브: 유아사 아쓰키(2S) 홈런: 한신 – 사토 데루아키(4회 1점) DeNA – 미야자키 도시로(2회 1점) |   |   |   |   |   |   |   |   |   |   |   |   |

### 파이널 스테이지

#### 경기 기록
| 일시                           | 경기       | 원정팀(선공)  | 스코어 | 홈팀(후공)             | 개최 구장          |
| ------------------------------ | ---------- | ------------- | ------ | ---------------------- | ------------------ |
| 어드밴티지                     | 어드밴티지 | 한신 타이거스 |        | 도쿄 야쿠르트 스왈로스 |                    |
| 10월 12일(수)                  | 1차전      | 한신 타이거스 | 1 - 7  | 도쿄 야쿠르트 스왈로스 | 메이지 진구 야구장 |
| 10월 13일(목)                  | 2차전      | 한신 타이거스 | 3 - 5  | 도쿄 야쿠르트 스왈로스 | 메이지 진구 야구장 |
| 10월 14일(금)                  | 3차전      | 한신 타이거스 | 3 - 6  | 도쿄 야쿠르트 스왈로스 | 메이지 진구 야구장 |
| 승리팀: 도쿄 야쿠르트 스왈로스 |            |               |        |                        |                    |

#### 1차전
- 10월 12일 - 메이지 진구 야구장

| 팀 | 1 | 2 | 3 | 4 | 5 | 6 | 7 | 8 | 9 | R | H | E |
| 한신 | 0 | 0 | 0 | 0 | 0 | 1 | 0 | 0 | 0 | 1 | 9 | 0 |
| 야쿠르트 | 3 | 1 | 1 | 0 | 0 | 2 | 0 | 0 | X | 7 | 7 | 0 |
| 승리 투수: 오가와 야스히로(1-0) 패전 투수: 니시 유키(0-1) 홈런: 야쿠르트 – 호세 오수나(1회 3점), 도밍고 산타나(6회 2점) |   |   |   |   |   |   |   |   |   |   |   |   |

#### 2차전
- 10월 13일 - 메이지 진구 야구장

| 팀 | 1 | 2 | 3 | 4 | 5 | 6 | 7 | 8 | 9 | R | H  | E |
| 한신 | 1 | 0 | 0 | 0 | 0 | 0 | 1 | 0 | 1 | 3 | 11 | 1 |
| 야쿠르트 | 0 | 0 | 2 | 1 | 2 | 0 | 0 | 0 | X | 5 | 7  | 1 |
| 승리 투수: 사이 스니드(1-0) 패전 투수: 후지나미 신타로(0-1) 세이브: 스콧 맥고프(1S) 홈런: 야쿠르트 – 무라카미 무네타카(3회 2점), 나가오카 히데키(4회 1점), 호세 오수나(5회 2점) |   |   |   |   |   |   |   |   |   |   |    |   |

#### 3차전
- 10월 14일 - 메이지 진구 야구장

| 팀                                                                                  | 1 | 2 | 3 | 4 | 5 | 6 | 7 | 8 | 9 | R | H | E |
| 한신                                                                                | 0 | 0 | 0 | 1 | 2 | 0 | 0 | 0 | 0 | 3 | 8 | 2 |
| 야쿠르트                                                                            | 0 | 0 | 0 | 0 | 0 | 0 | 5 | 1 | X | 6 | 5 | 0 |
| 승리 투수: 다구치 가즈토(1-0) 패전 투수: 아오야기 고요(0-1) 세이브: 스콧 맥고프(2S) |   |   |   |   |   |   |   |   |   |   |   |   |

## 수상 선수
- 클라이맥스 시리즈 MVP : 호세 오수나(야쿠르트)

## 같이 보기
- 2022년 퍼시픽 리그 클라이맥스 시리즈
- 2022년 일본 시리즈